# 곱위상
일반위상수학에서 곱위상(-位相, 영어: product topology)은 위상 공간들의 곱집합에 표준적으로 부여되는 위상이다.

## 정의
위상 공간들의 집합
{\displaystyle \{X_{i}\}_{i\in I}}
가 주어졌다고 하자. 그렇다면 곱집합 {\displaystyle \prod _{i\in I}X_{i}} 위에 다음과 같은 위상들을 부여할 수 있다.
- 곱위상. 이는 위상 공간의 범주 {\displaystyle \operatorname {Top} }에서의 범주론적 곱이다.
- 상자 위상. 이는 곱위상보다 더 섬세한 위상이다. {\displaystyle I}가 유한 집합이라면 이는 곱위상과 일치한다.
- 만약 {\displaystyle X_{i}}에 거리 함수가 주어졌다면, 균등 위상을 정의할 수 있다.
- {\displaystyle \operatorname {Top} }의 충만한 부분 범주에서의 범주론적 곱. 이는 곱위상보다 더 섬세하며, {\displaystyle I}가 유한 집합일 경우에도 곱위상과 다를 수 있다.

### 곱위상
곱위상(-位相, 영어: product topology) 또는 티호노프 위상(Тихонов位相, 영어: Tychonoff topology)은 사영 함수
{\displaystyle \operatorname {proj} _{i}\colon \prod _{i\in I}X_{i}\to X_{i}}
의 집합에 대한 시작 위상이다. 즉, 이 함수들을 연속 함수로 만드는 가장 엉성한 위상이다.
곱위상의 한 기저는 다음과 같다.
{\displaystyle {\mathcal {B}}=\left\{\prod _{i\in I}U_{i}\colon U_{i}\in {\mathcal {T}}(X_{i}),\;\aleph _{0}>|\{i\in I\colon U_{i}\neq X_{i}\}|\right\}}
여기서 {\displaystyle {\mathcal {T}}(X_{i})}는 {\displaystyle X_{i}}의 열린집합들의 집합이다. 즉, {\displaystyle {\mathcal {B}}}의 원소는 각 {\displaystyle X_{i}}의 열린집합들의 곱집합 가운데, 오직 유한 개만이 {\displaystyle X_{i}} 전체와 다른 것이다.

### 상자 위상
위 기저에서 {\displaystyle \aleph _{0}} (가산 무한 기수) 대신 임의의 무한 기수 {\displaystyle \kappa }를 사용하여 위상의 기저
{\displaystyle {\mathcal {B}}_{\kappa }=\left\{\prod _{i\in I}U_{i}\colon U_{i}\in {\mathcal {T}}(X_{i}),\;\kappa >|\{i\in I\colon U_{i}\neq X_{i}\}|\right\}}
를 정의할 수 있으며, ({\displaystyle X_{i}}들이 비이산 공간이 아니라면) 각 무한 기수 {\displaystyle \kappa \leq |I|}에 대하여 이는 서로 다른 위상을 정의한다. 만약 이 기수가 충분히 클 때 (즉, {\displaystyle \kappa >|I|}일 때), 추가 조건은 자명해진다.
{\displaystyle {\mathcal {B}}_{\kappa }={\mathcal {B}}_{\text{box}}=\left\{\prod _{i\in I}U_{i}\colon U_{i}\in {\mathcal {T}}(X_{i})\right\}\qquad (\kappa >|I|)}
이 기저로 생성되는 위상을 상자 위상(箱子位相, 영어: box topology)이라고 한다.:114
따라서, ({\displaystyle X_{i}}들이 모두 비이산 공간이 아니라면) 각 무한 기수 {\displaystyle \aleph _{0}\leq \kappa \leq |I|^{+}}에 대하여, {\displaystyle \kappa }가 클 수록 더 섬세한 위상들을 얻는다.
{\displaystyle {\mathcal {B}}={\mathcal {B}}_{\aleph _{0}}\subsetneq {\mathcal {B}}_{\aleph _{1}}\subsetneq \cdots \subsetneq {\mathcal {B}}_{|I|}\subsetneq {\mathcal {B}}_{|I|^{+}}={\mathcal {B}}_{\text{box}}}
상자 위상을 포함한 {\displaystyle {\mathcal {B}}_{\kappa }}-위상은 만약 {\displaystyle I}가 유한 집합이라면 곱위상과 일치한다.

### 균등 위상
거리 공간들의 집합 {\displaystyle \{(X_{i},d_{i})\}_{i\in I}}이 주어졌다고 하자. 그렇다면, 곱집합 {\displaystyle \textstyle \prod _{i}X_{i}} 위에 다음과 같이 균등 거리 함수(영어: uniform metric) {\displaystyle d_{\text{unif}}}를 줄 수 있다.
{\displaystyle d_{\text{unif}}(x,y)=\min\{1,\sup _{i\in I}d_{i}(x,y)\}}
그렇다면 {\displaystyle (\textstyle \prod _{i}X_{i},d_{\text{unif}})}는 거리 공간을 이루며, 이에 의하여 유도되는 위상을 균등 위상(영어: uniform topology)이라고 한다.
균등 위상은 일반적으로 곱위상보다 더 섬세하다.:Theorem 20.4

### 콤팩트 생성 곱위상
위상 공간의 범주 {\displaystyle \operatorname {Top} }의 완비 쌍대 반사 부분 범주 {\displaystyle I\colon {\mathcal {C}}\hookrightarrow \operatorname {Top} }가 주어졌고, {\displaystyle {\mathcal {C}}}가 한원소 공간을 포함한다고 하자.
쌍대 반사 부분 범주라는 것은 포함 함자 {\displaystyle I}가 충실충만한 함자이며 오른쪽 수반 함자 {\displaystyle R\colon \operatorname {Top} \to {\mathcal {C}}}를 갖는다는 것이다. 수반 함자의 일반적 성질에 의하여 {\displaystyle I}는 모든 쌍대극한을 보존하며, 반대로 {\displaystyle R}는 모든 극한을 보존하게 된다. 또한, 한원소 공간 {\displaystyle \{\bullet \}}은 구체적 범주의 망각 함자 {\displaystyle \operatorname {Top} \to \operatorname {Set} }를 표현하므로, 망각 함자 {\displaystyle {\mathcal {C}}\to \operatorname {Top} \to \operatorname {Set} } 역시 극한을 보존하게 된다.
위상 공간의 집합 {\displaystyle \{X_{i}\}_{i\in I}}가 주어졌다고 하고, 이들이 모두 {\displaystyle {\mathcal {C}}}의 원소들로 구성되었다고 하자. 그렇다면, 이들의 곱을 {\displaystyle {\mathcal {C}}} 속에서 취할 수 있다. 이를
{\displaystyle \prod _{i\in I}^{\mathcal {C}}X_{i}=R\left(\prod _{i\in I}X_{i}\right)}
로 표기하자. 망각 함자 {\displaystyle {\mathcal {C}}\to \operatorname {Set} }가 극한을 보존하므로, 이는 집합으로서 단순히 곱집합이다. 그러나 {\displaystyle I}가 극한을 보존하지 않는다면, 이는 곱위상(즉, {\displaystyle \operatorname {Top} }에서의 곱)과 다를 수 있다.
보다 일반적으로, ({\displaystyle {\mathcal {C}}}에 속하지 않을 수 있는) 임의의 위상 공간들의 집합 {\displaystyle \{X_{i}\}_{i\in I}}의 {\displaystyle {\mathcal {C}}}-곱공간을
{\displaystyle R\left(\prod _{i\in I}X_{i}\right)=\prod _{i\in I}^{\mathcal {C}}R(X_{i})}
로 정의할 수 있다.
이 가운데 대표적인 것은 콤팩트 생성 공간의 범주 {\displaystyle \operatorname {CGTop} }이다. 모든 위상 공간의 범주와 달리 이는 데카르트 닫힌 범주를 이루어, 대수적 위상수학을 간편하게 전개할 수 있다. 이는 {\displaystyle \operatorname {Top} }의 쌍대 반사 부분 범주를 이루며, 그 쌍대 반사 함자를 콤팩트 생성화 {\displaystyle k\colon \operatorname {Top} \to \operatorname {CGTop} }라고 한다. 이 함자는 유한 극한도 보존하지 않으며, 특히 콤팩트 생성 곱위상 {\displaystyle k(X\times Y)}는 일반적으로 곱위상 {\displaystyle X\times Y}보다 더 섬세하다.
대수적 위상수학에서는 곱위상 {\displaystyle X\times Y}보다 콤팩트 생성 곱공간 {\displaystyle k(X\times Y)}이 더 많이 쓰인다. 예를 들어, CW 복합체의 곱은 ({\displaystyle \operatorname {Top} }) 곱공간이 아니라 콤팩트 생성 곱공간이다.

## 성질
곱위상과 상자 위상은 다음과 같은 성질들에 대하여 닫혀 있다. (즉, 콤팩트 공간들의 집합의 곱공간은 콤팩트 공간이지만, 콤팩트 공간의 집합들의 상자 곱공간은 콤팩트 공간이 아닐 수 있다.)
| 성질              | 곱위상                                  | 상자 위상                                                                       |
| ----------------- | --------------------------------------- | ------------------------------------------------------------------------------- |
| 콤팩트 공간       | 예 (티호노프 정리)                      | 아니오 (반례: {\displaystyle \mathbb {R} ^{\aleph _{0}}})                       |
| 연결 공간         | 예                                      | 아니오 (반례: {\displaystyle \mathbb {R} ^{\aleph _{0}}})                       |
| 경로 연결 공간    | 예                                      | 아니오 (반례: {\displaystyle \mathbb {R} ^{\aleph _{0}}})                       |
| 콜모고로프 공간   | 예                                      | 예 (콜모고로프 조건은 더 섬세한 위상에 대하여 성립)                             |
| T1 공간           | 예                                      | 예 (T1 조건은 더 섬세한 위상에 대하여 성립)                                     |
| 하우스도르프 공간 | 예                                      | 예:171, Proposition 1.2(iii) (하우스도르프 조건은 더 섬세한 위상에 대하여 성립) |
| 정칙 공간         | 예                                      | 예:171, Proposition 1.2(iii)                                                    |
| 완비 정칙 공간    | 예                                      | 예:171, Proposition 1.2(iii)                                                    |
| 정규 공간         | 아니오 (반례: 조르겐프라이 직선의 제곱) | 아니오 (반례: 조르겐프라이 직선의 제곱)                                         |
| 이산 공간         | 아니오                                  | 예                                                                              |
| 비이산 공간       | 예                                      | 예                                                                              |

일반적으로, 분해 가능 제1 가산 공간의 가산 개 곱공간은 분해 가능 제1 가산 공간이다. 그러나 이는 상자 위상에 대하여 성립하지 않는다.

## 예
가산 무한 개의 실수선 {\displaystyle \mathbb {R} }들의 곱집합 {\displaystyle \mathbb {R} ^{\aleph _{0}}}에서 상자 위상을 부여하자.:Counterexample 109
이 위상 공간은 다음 성질들을 만족시킨다.
- 콤팩트 공간이 아니다.
- 연결 공간이 아니다.
- 제1 가산 공간이 아니다.
- 분해 가능 공간이 아니다.
- 이는 완비 정칙 공간이다.
- 만약 연속체 가설이 참이라면 파라콤팩트 공간이다.

## 역사
상자 위상은 하인리히 프란츠 프리드리히 티체(독일어: Heinrich Franz Friedrich Tietze, 1880~1964)가 1923년에 도입하였다.:300, Historical Notes §8
곱위상은 안드레이 티호노프가 1930년에 도입하였다.:300, Historical Notes §8
콤팩트 생성 곱은 에드윈 헨리 스패니어(영어: Edwin Henry Spanier)가 1959년에 "약한 위상"(영어: weak topology)이라는 이름으로 도입하였다. 스패니어는 {\displaystyle \langle X\times Y\rangle }라는 기호를 사용하였다.